# Canal de Schlemm

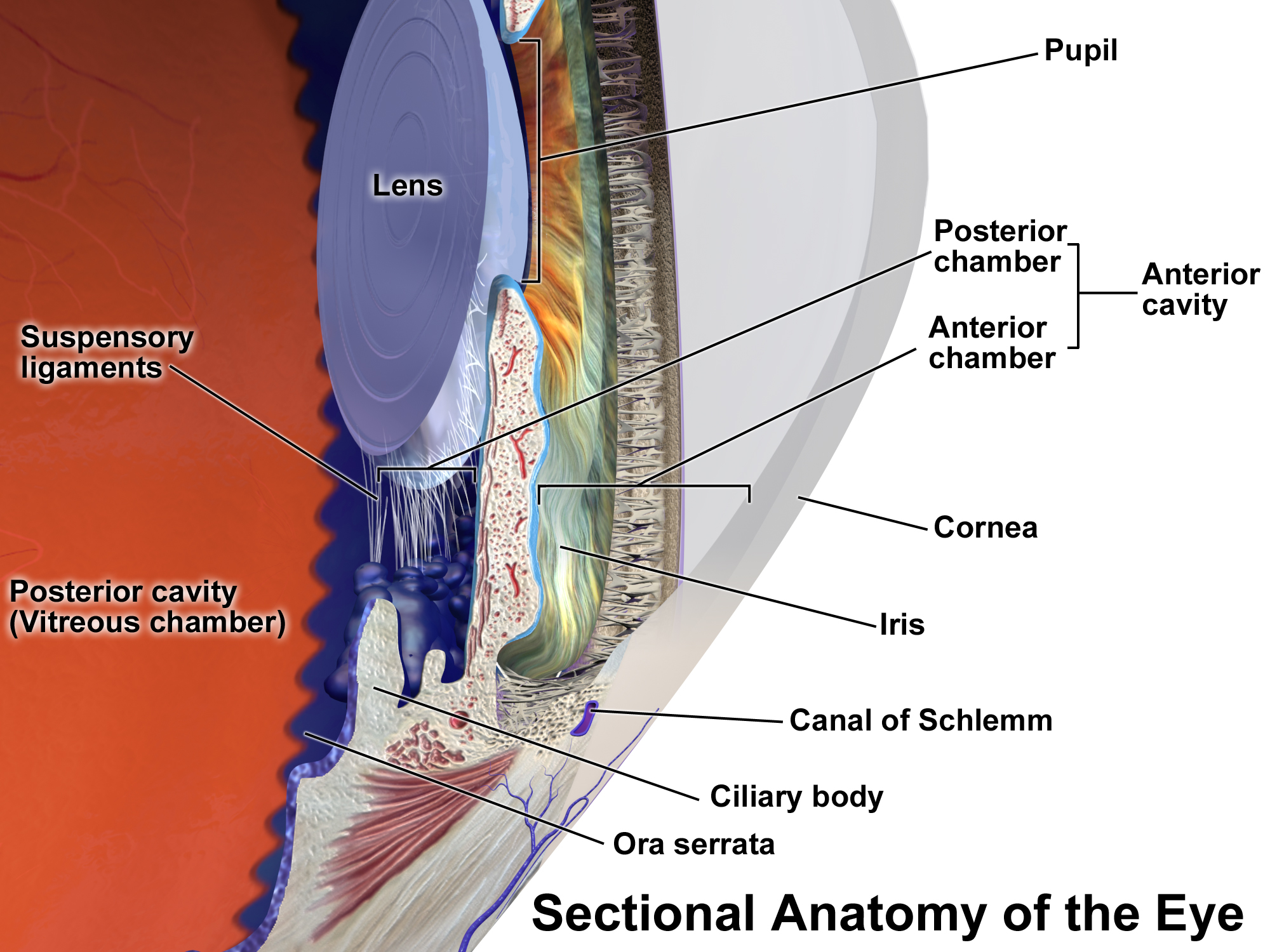
Sección del ojo donde se muestra el canal de Schlemm

El Canal de Schlemm es un pequeño canal circunferencial localizado en el ángulo iridocorneal de la cámara anterior del ojo, por el cual drena el humor acuoso hacia la circulación sanguínea.
Tiene un importante papel en la regulación de la presión del humor acuoso del ojo. Si se produce una obstrucción en este canal, la consecuencia es una elevación de la presión intraocular, lo cual puede desencadenar una enfermedad conocida como glaucoma.
Su nombre se debe al anatomista alemán Friedrich Schlemm (1795-1858) que lo describió por primera vez.